# Januar 1983
Portal Geschichte | Portal Biografien | Aktuelle Ereignisse | Jahreskalender | Tagesartikel

◄ |
19. Jahrhundert |
20. Jahrhundert
| 21. Jahrhundert

◄ |
1950er |
1960er |
1970er |
1980er
| 1990er | 2000er | 2010er | ►

◄ |
1979 |
1980 |
1981 |
1982 |
1983
| 1984 | 1985 | 1986 | 1987 | ►

◄ |
Oktober 1982 |
November 1982 |
Dezember 1982 |
Januar 1983 |
Februar 1983 |
März 1983 |
April 1983 |
►
Dieser Artikel behandelt aktuelle Nachrichten und Ereignisse im Januar 1983.

## Tagesgeschehen

### Samstag, 1. Januar 1983
- Arlington County/Vereinigte Staaten: Im Forschungsnetz Arpanet löst das Kommunikationsprotokoll „Transmission Control Protocol/Internet Protocol“ (TCP/IP) das „Network Control Program“ ab.[1]
- Bern/Schweiz: Pierre Aubert von der Sozialdemokratischen Partei übernimmt turnusgemäß das Amt des Bundespräsidenten.[2]
- Bonn/Deutschland: Die Bundesrepublik übernimmt von Dänemark den Vorsitz im Rat der Europäischen Union. Das Amt des Regierungschefs der EWG erhält Helmut Kohl.[3]
- Bonn/Deutschland: Die Träger der gesetzlichen Krankenversicherung erhalten für Aufenthalte der bei ihnen Versicherten in Krankenhäusern und in Kureinrichtungen ab heute Zuzahlungen seitens der betroffenen Person.[4]
- New York/Vereinigte Staaten: Malta, die Niederlande, Nicaragua, Pakistan und Simbabwe werden neue nichtständige Mitglieder im Sicherheitsrat der Vereinten Nationen.[5]

### Donnerstag, 6. Januar 1983
- Bischofshofen/Österreich: Matti Nykänen aus Finnland gewinnt vor Jens Weißflog aus der DDR die 31. Vierschanzentournee.[6]

### Sonntag, 16. Januar 1983

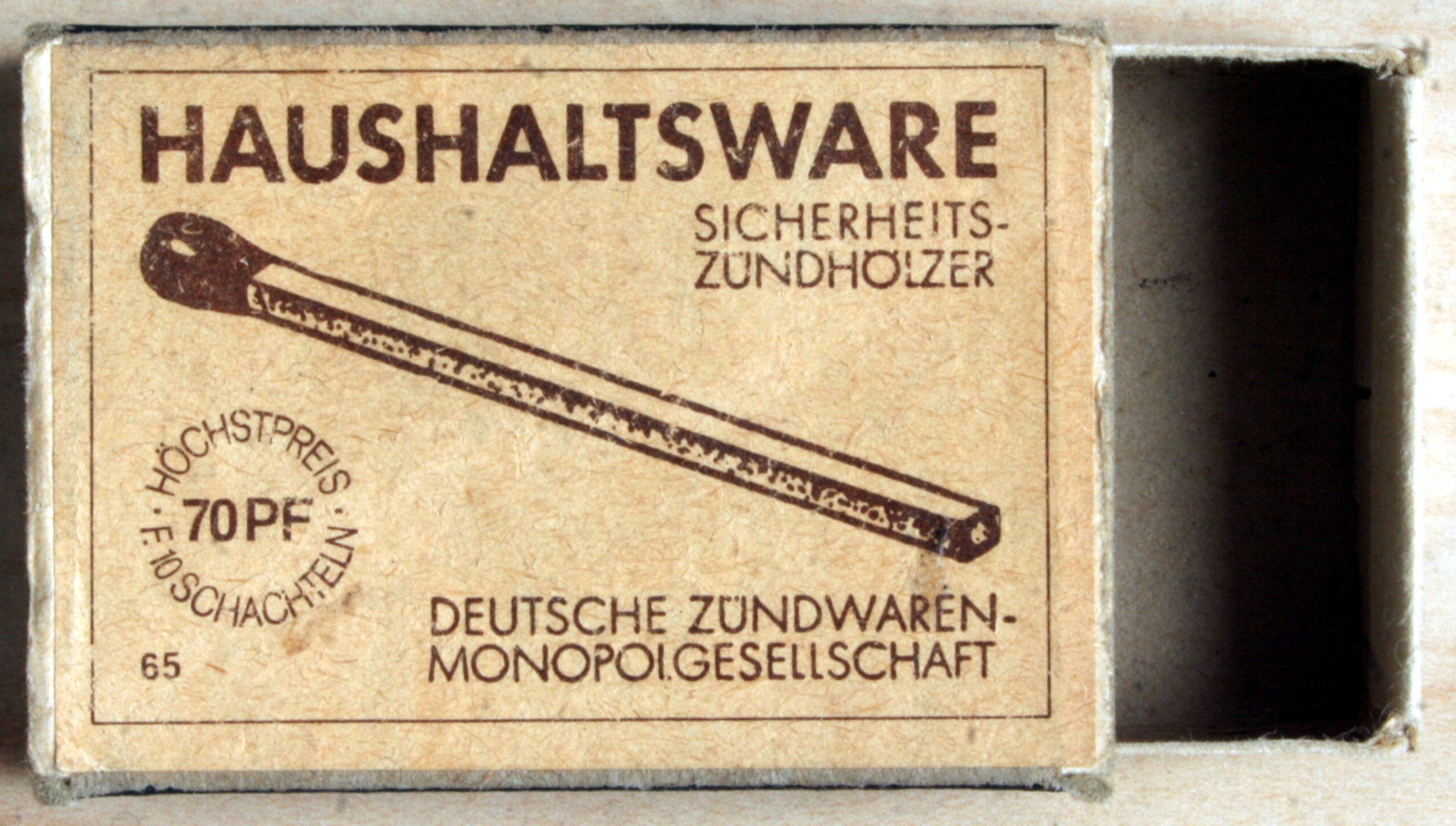
Eine Packung Standard-Sicherheitszündhölzer

- Bonn/Deutschland: Das staatliche Monopol auf die Produktion, den Verkauf und die Gestaltung der Preise von Zündwaren tritt außer Kraft. Die Bundesrepublik beglich gestern die letzte Rate in Höhe von halbjährlich etwa 270.000 US-Dollar zur Tilgung einer 1930 vom Deutschen Reich aufgenommenen Anleihe beim 1932 verstorbenen schwedischen Unternehmer Ivar Kreuger.[7]

### Montag, 17. Januar 1983
- Lagos/Nigeria: Innenminister Alhaji Ali Baba gibt allen Ausländern, die sich illegal in Nigeria aufhalten, die Anweisung, das Land in den nächsten zwei Wochen zu verlassen. Die meisten illegalen Einwanderer nach Nigeria stammen aus Ghana, so dass die Volksrepublik Benin und Togo mit einer sechsstelligen Zahl durchreisender beziehungsweise einreisender Flüchtlinge rechnen müssen.[8]

### Mittwoch, 19. Januar 1983

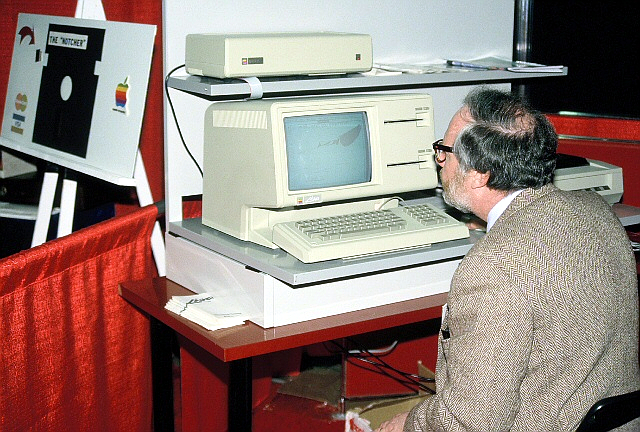
Apple Lisa – mit Maus

- Cupertino/Vereinigte Staaten: Der Hard- und Softwarehersteller Apple stellt den Personal Computer (PC) Lisa vor. Die Besonderheit ist, dass der PC mit einer Maus und einem Betriebssystem mit graphischer Benutzeroberfläche ausgestattet ist.[9]
- Dhaka/Bangladesch: Die Schreibweise der Hauptstadt des asiatischen Staats wechselt in der lateinischen Schrift offiziell vom anglizierten „Dacca“ zu „Dhaka“.[10]

### Donnerstag, 20. Januar 1983
- Bonn/Deutschland: Angesichts der anhaltenden Proteste in Deutschland gegen die Aufrüstung des Militärbündnisses NATO bekräftigt Frankreichs Präsident François Mitterrand in seiner Rede am 20. Jahrestag der Unterzeichnung des deutsch-französischen Freundschaftsvertrags vor dem Bundestag, dass „die Atomwaffen die Garantie des Friedens bleiben, solange ein Gleichgewicht der Kräfte besteht“.[11]

### Sonntag, 23. Januar 1983
- New York/Vereinigte Staaten: Der Rundfunkveranstalter NBC startet die Ausstrahlung der TV-Serie The A-Team und erreicht mit der ersten Folge einen Marktanteil von 25 %.[12][13]

### Samstag, 29. Januar 1983
- Beverly Hills/Vereinigte Staaten: Bei der Verleihung der 40. Golden Globe Awards wird der Film E.T. – Der Außerirdische des amerikanischen Regisseurs Steven Spielberg in der Kategorie Bester Film (Drama) ausgezeichnet. Den Preis für die beste Regie erhält der Brite Richard Attenborough für den Film Gandhi, der insgesamt viermal ausgezeichnet wird.[14]

### Sonntag, 30. Januar 1983

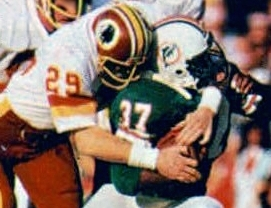
Szene aus dem
17. Super Bowl

- Pasadena/Vereinigte Staaten: Der Super Bowl XVII im American Football zwischen den Washington Redskins und den Miami Dolphins endet 27:17.[15]
- Uppsala/Schweden: Im King's-Cup-Finale im Tennis besiegen Wolfgang Popp und Eric Jelen im Doppel die Tschechoslowaken Jaroslav Navrátil und Libor Pimek und sorgen damit für den dritten Sieg der Bundesrepublik Deutschland bei diesem Hallenturnier innerhalb von drei Jahren.[16]

### Montag, 31. Januar 1983
- Bonn/Deutschland: Der Deutsche Industrie- und Handelskammertag und das Bundesministerium für wirtschaftliche Zusammenarbeit gründen eine gemeinnützige Gesellschaft mit der Firmierung „Senior Expert Service“, die Rentner an in- und ausländische Unternehmen sowie öffentliche Bildungseinrichtungen vermitteln wird, wo sie ehrenamtlich ihre Kenntnisse und Erfahrungen zur Verfügung stellen sollen.[17]